# Hats Off
Hats Off é um curta-metragem de comédia mudo produzido nos Estados Unidos em 1927, dirigido por Hal Yates e com atuações de Stan Laurel e Oliver Hardy.